# 高知県道43号柏島二ツ石線
高知県道43号柏島二ツ石線（こうちけんどう23ごう かしわじまふたついしせん）は、高知県幡多郡大月町柏島から同町鉾土へ至る県道（主要地方道）である。

## 概要
全線にわたり2車線道路である。宿毛湾に浮かぶ柏島を起点とし、新柏島大橋で大月半島へ渡ると標高をあげる。かつては大堂海岸に沿った狭路区間が存在したが現在は大堂トンネル（全長1923m）で迂回し、その後はなだらかな道が続く。国道321号との交差点が終点である。

### 路線データ
- 起点 : 高知県幡多郡大月町柏島
- 終点 : 高知県幡多郡大月町鉾土（国道321号交点）

## 地理

### 通過する自治体
- 高知県幡多郡大月町

### 交差する道路
- 国道321号（終点）

### 沿線にある施設など
- 柏島
- 大堂海岸